# Il trenino Thomas - La grande corsa
Il trenino Thomas - La grande corsa (Thomas & Friends: The Great Race) è un film del 2016 diretto da David Stoten.

## Trama
Sulla terraferma si terrà il Grande Show delle Locomotive, e tutte le locomotive di Sir Topham Hatt vogliono partecipare allo show. Thomas, incoraggiato dallo Scozzese Volante, prova di tutto per farsi portare allo show, ma non ci riesce. Alla fine riesce a partecipare allo show dopo che Percy rifiuta di partecipare alla gara di smistamento. Thomas sta vincendo, ma sacrifica la vittoria per fermare un pianale ribaltato che stava andando addosso ad Ashima, una locomotiva indiana. I giudici dichiarano le due locomotive vincitrici e tutti tornano a casa.

## Accoglienza

### Incassi
In Regno Unito, il film ha incassato in totale 415.376 sterline, in Cina ha incassato un equivalente di 3.216.328 dollari americani e in Corea del Sud un equivalente di 75.501 dollari, per un totale complessivo di 3.707.565 dollari.

### Critica
Il film ha ricevuto recensioni prettamente positive, con un voto medio su IMDb di 5,7 su 10.